# Instituto Técnico-Científico de Polícia do Rio Grande do Norte

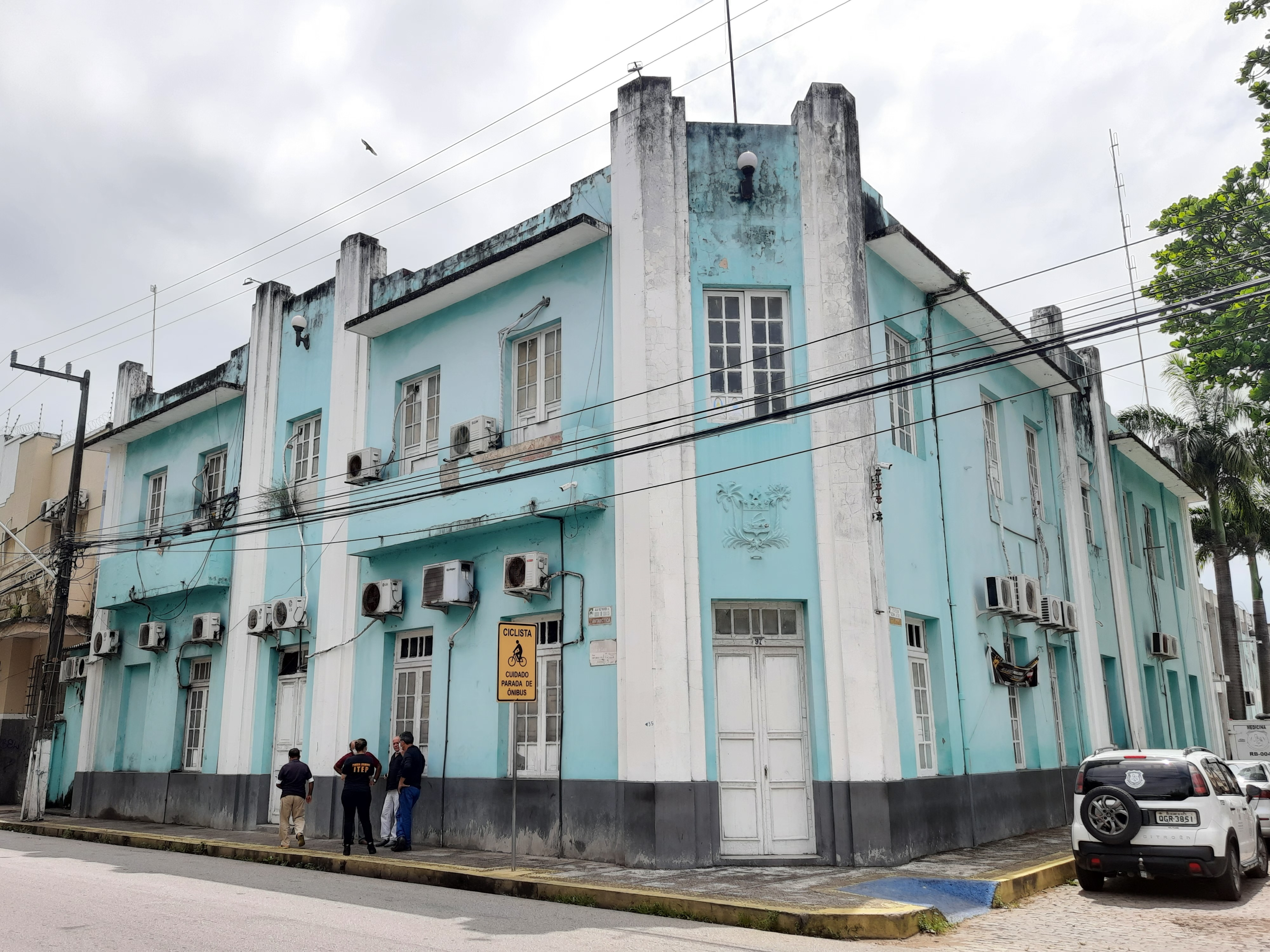
Sede do instituto em Natal, no bairro da Ribeira

O Instituto Técnico-Científico de Perícia (ITEP) é o departamento técnico-científico do estado do Rio Grande do Norte. Tem como função coordenar as atividades desenvolvidas pelas perícias criminais do estado através dos seus respectivos órgãos. Desvinculado da Polícia Civil, é subordinado diretamente à Secretaria de Segurança Pública e Defesa Social (SESED) e trabalha em estreita cooperação com as demais polícias estaduais.
A Polícia Científica administra três órgãos: 
- Instituto de Criminalística (IC)
- Instituto de Identificação (II)
- Instituto Médico-Legal (IML)